# Pittasoma
Pittasoma es un género de aves paseriformes perteneciente a la familia Conopophagidae, anteriormente incluido en la familia Formicariidae, que agrupa a dos especies nativas de la América tropical (Neotrópico), donde se distribuyen desde Costa Rica y Panamá, hacia el sur hasta el oeste de Colombia y Ecuador. A sus miembros se les conoce por el nombre común de tororoiés o chululúes.

## Etimología
El nombre genérico neutro «Pittasoma» se compone del género Pitta y de la palabra griega «sōma, sōmatos»: cuerpo; significando «con el cuerpo parecido a un Pitta».

## Características
Los dos tororoiés de este género son grandes y arredondados, miden entre 16 y 18 cm de longitud (los mayores de su familia), de picos largos, cola corta y patas muy largas. Exhiben colores atractivos. Presentan dimorfismo sexual; aunque los sexos difieren en plumaje, el dicromatismo sexual es menos pronunciado. Son terrestres y se presentan muy erguidos cuando están parados. Habitan en el suelo o cerca de él, en bosques húmedos tropicales de baja altitud, hasta los 1100 m. Andan solitarios o en pares, saltando a lo largo rápidamente y después haciendo una pausa y quedando quietos por largos períodos. Aves asustadas pueden volar para ramas bajas. Son insectívoros y se alimentan regularmente siguiendo hormigas legionarias, cuando pueden ser sorprendentemente atrevidos.

## Lista de Especies
Según la clasificación del Congreso Ornitológico Internacional (IOC) y eBird/Clements Checklist v.2019, el género agrupa a las siguientes especies con el respectivo nombre popular de acuerdo con la Sociedad Española de Ornitología (SEO):
| Imagen | Nombre científico      | Autor         | Nombre común      | EC (*) |
| ------ | ---------------------- | ------------- | ----------------- | ------ |
|        | Pittasoma michleri     | Cassin, 1860  | tororoí capinegro | LC     |
|        | Pittasoma rufopileatum | Hartert, 1901 | tororoí capirrufo | NT     |

(*) Estado de conservación

## Taxonomía
El género estaba anteriormente incluido en Formicariidae, pero el análisis de ADN mitocondrial citocrom b y NADH deshidrogenasa, subunidad proteica 2 secuencia de DNA, según Rice, (2005a,b), encontró que el género estaba hermanado con Conopophaga. La nueva clasificación se ha sustentado también en la morfología y el análisis de las vocalizaciones. La Propuesta N° 235 (parte d) al Comité de Clasificación de Sudamérica (SACC) aprobó la transferencia para Conopophagidae. Los análisis genético moleculares posteriores de Batalha-Filho et al. (2014) confirmaron la relación de hermanos entre Conopophaga y Pittasoma, y también la monofilia de cada género.